# Lovčice (Moravia meridionale)
Lovčice (in tedesco Gross Lowtschitz) è un comune della Repubblica Ceca facente parte del distretto di Hodonín, in Moravia Meridionale.